# Дотнува
Дотнува́ (лит. Dotnuva) — местечко в центральной Литве (Каунасский уезд, Кедайнский район). Расположен на реке Дотнувеле (приток Невежиса) и железной дороге Вильнюс—Шяуляй, 11 км на северо-запад от города Кедайняй. Население — 643 жителя (2021 г.).
Есть католический костёл и монастырь капуцинов, школа, почта, библиотека, дом культуры.

## История
Дотнува впервые упоминается в XIV веке. В 1637 году получила права города. В 1924 г. основана Литовская сельскохозяйственная академия (сейчас Сельскохозяйственная академия в Дотнува) — в настоящее время место её расположения считается отдельным населённым пунктом. В 1947 г. в Дотнуве основан первый в Литве колхоз, названный именем Марии Мельникайте. В 1950—1959 годах Дотнува была центром Дотнувского района. 28 декабря 1956 года Дотнува получила статус города. В 1996 г. после местного референдума Дотнува из города стала местечком.

## Известные уроженцы
- Зданович, Людвик (1814—1896) — римско-католический священник, церковный деятель, вспомогательный епископ и администратор Виленской епархии.
- Рубинштейн, Исаак (1888—1945) — главный раввин Вильнюса (1928—1940).
- Хватцев, Михаил Ефимович (1883—1977) — советский педагог, основоположник логопедии в СССР.

## Ссылки

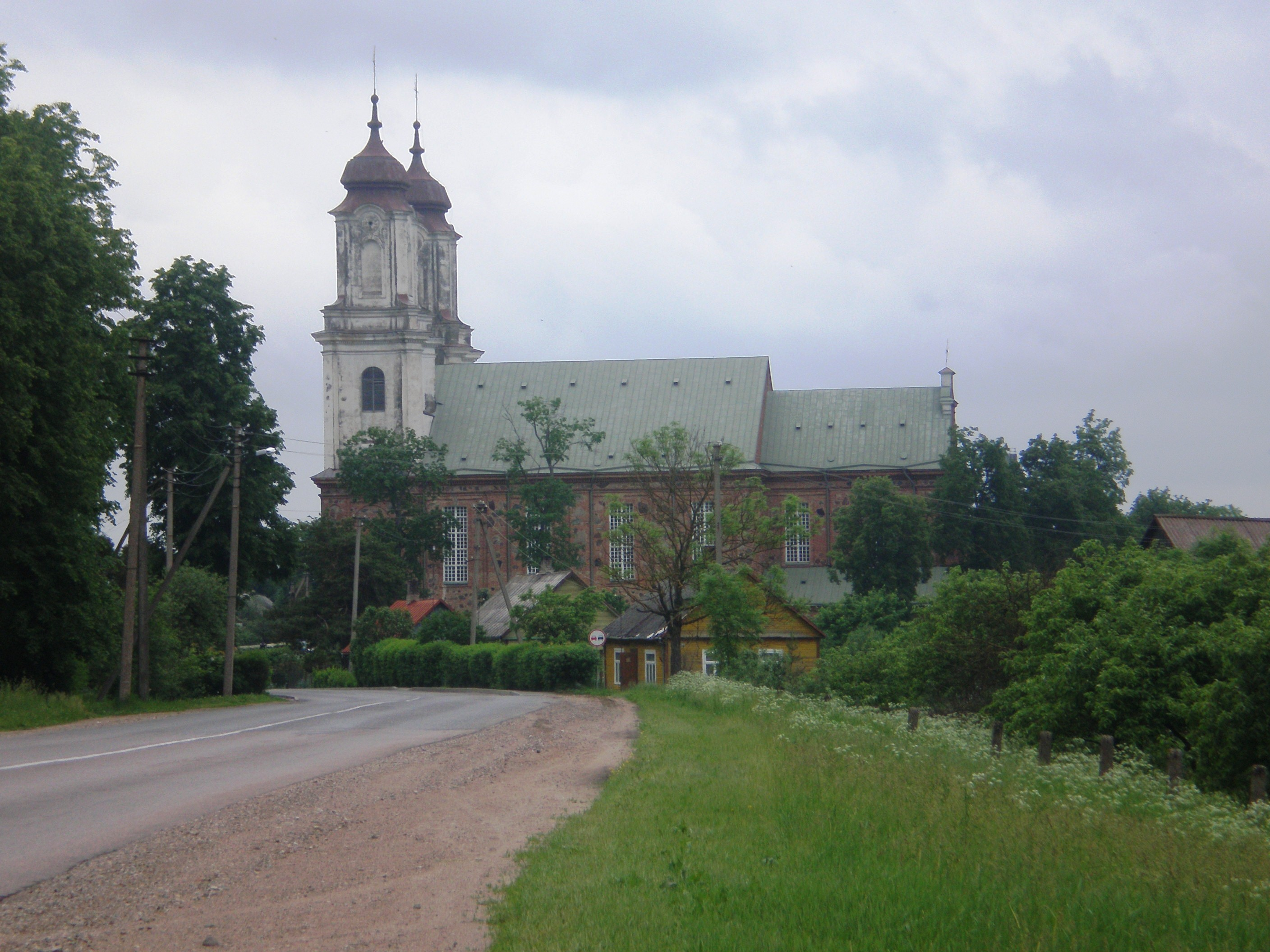
Дотнува